# Oberlerchner JOB 15
Oberlerchner JOB 15 – austriacki samolot sportowy z lat 60 XX wieku.

## Historia
Samolot został skonstruowały w wytwórni Josef Oberlerchner Holzindustrie w Spittal an der Drau z przeznaczeniem do treningów oraz holowania szybowców.
Pierwszy lot samolotu oznaczonego jako JOB 15 odbył się pod koniec 1960 roku. W 1961 roku rozpoczęto produkcję seryjna samolotu, budowany był on w dwóch wersjach różniących się mocą zastosowanego w nim silnika: AT 15-135 – z silnikiem Lycoming O-290 o mocy 135 KM i AT 15-150 – z silnikiem Lycoming O-320 o mocy 150 KM. Samolot posiadał także dwa warianty kabiny z jednym lub dwoma miejscami dla pasażerów. 
Samolot był produkowany w latach 1961 – 1966, łącznie wyprodukowano 24 samoloty tego typu. Już po zakończeniu produkcji kilka samolotów wersji AT 15-150, przebudowano przez zamontowanie nowego silnika o mocy 180 KM – te samoloty otrzymały oznaczenie AT 15-180/2.

## Użycie w lotnictwie
Samoloty Oberlerchner JOB 15 był użytkowany jako samolot turystyczny, sportowy, treningowy i do holowania szybowców w Austrii, Niemczech, Wielkiej Brytanii i Stanach Zjednoczonych. 10 samolotów tego typu jest używana do chwili obecnej.

## Opis konstrukcji
Samolot Oberlerchner JOB 15 jest dolnopłatem o konstrukcji mieszanej, szkielet wykonany z rur stalowych, kryty włóknem szklanym i płótnem. Kabina zakryta, mieszcząca miejsce dla pilota i jedno lub dwa miejsca dla pasażerów. Podwozie klasyczne stałe. Samolot wyposażony był w silnik rzędowy typu bokser.